# フォルカー・シュトラッセン
フォルカー・シュトラッセン（Volker Strassen、1936年4月29日 - ）は、ドイツの 数学者、コンスタンツ大学数学および統計学科の名誉教授である。
アルゴリズム解析 に重要な貢献をし、数々の賞を受賞している。 カントール・メダル 、 en:Konrad Zuse Medal 、乱数を用いた確率的素数判定法に対するen:Paris Kanellakis Award 、「アルゴリズムの設計及び解析についての独創性に富み将来性と影響力のある貢献」に対するクヌース賞などである。 

## 経歴
1936年4月29日デュッセルドルフ-ゲルレスハイムに生まれる。 いくつかのドイツの大学で音楽、哲学、物理学、数学を学んだ後、1962年にゲッチンゲン大学にてコンラート・ジェイコブスの指導の下、数学の博士号を取得する。 その後カリフォルニア大学バークレー校での統計学で職を得る。同時期にハビリタチオンをジェイコブスが異動していた フリードリヒ・アレクサンダー大学エアランゲン＝ニュルンベルクにて行なっていた。1968年には、チューリッヒ大学応用数学科に移り、二十年間勤めた後1988年にコンスタンツ大学に異動する。1998年に引退。

## 研究
シュトラッセンは初めは確率論を研究していた。1964年の論文An Invariance Principle for the Law of the Iterated Logarithmは重複対数の法則の関数によるある表現を提案し、ランダムウォークにある種のスケール不変性が存在する事を示したものである。この結果は、Strassen's invariance principle(シュトラッセンの不変原理)あるいは Strassen's law of the iterated logarithm (シュトラッセンの重複対数の法則)として知られる被引用回数の多い著名なものである。シュトラッセンはこの結果によって1966年での国際数学者会議で招待され講演を行なうこととなる。
1969年には、研究の重点をアルゴリズム解析に移しガウスの消去法に関する論文を著す。この論文ではシュトラッセンのアルゴリズムが導入された。行列の乗法を素朴な方法でかかる時間O(n3)よりも高速に実行できる初めてのアルゴリズムである。この論文ではさらに、この高速な行列乗法のアルゴリズムに基いて逆行列を漸近的に高速に計算するアルゴリズムも提示されている。この結果は画期的なものであり、これを受けて行列積の計算の高速化に関する研究が活発に行なわれた。後の理論的改善にもかかわらずシュトラッセンの提案した方法は現在でも密な(即ち行列成分でゼロに等しい成分があまりない)行列でサイズが中程度から非常に大きいものの乗算を計算するための実用的な良い方法であり続けている。1971年にはen:Arnold Schönhageと共に高速フーリエ変換に基づいた漸近的に高速な整数の乗算のアルゴリズムを発見する(en:Schönhage–Strassen algorithm)。 シュトラッセンはまた1977年のen:Robert M. Solovayとの仕事であるソロベイ–シュトラッセン素数判定法 でも有名である。 これは与えられた数が素数であるかを確率的に多項式時間で判定できる初めての結果であり、またより一般的に確率的アルゴリズムの有用性を初めて示したアルゴリズムの一つである。

## 受賞
1999年カントール・メダルを受賞している。2003年にはen:Paris Kanellakis AwardをRobert Solovay, Gary Miller、 マイケル・ラビンと乱数を用いた確率的素数判定法に対して共同受賞している。2008年にはKnuth賞を「アルゴリズムの設計及び解析についての独創性に富み将来性と影響力のある貢献」に対して受賞している。 2011にはen:Gesellschaft für Informatikのen:Konrad Zuse Medalを受賞している。2012年にはアメリカ数学会フェローに選出されている。